# Сви моји пријатељи
„Сви моји пријатељи” је југословенски ТВ филм из 1977. године. Режирао га је Петар Теслић а сценарио је написао Сеад Фетахагић.

## Улоге
| Глумац          | Улога |
| --------------- | ----- |
| Суада Капић     |       |
| Тахир Никшић    |       |
| Јосип Пејаковић |       |